# The Street of Forgotten Men

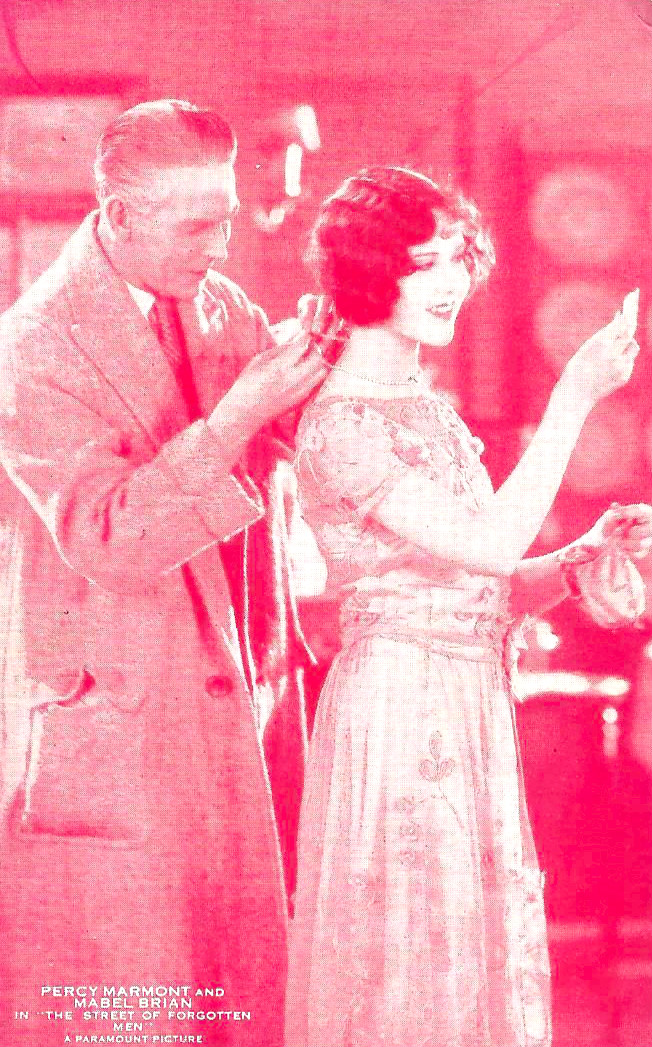
Briefkaart uit 1925 met afbeelding uit The Street of Forgotten Men

The Street of Forgotten Men is een Amerikaanse stomme film uit 1925 onder regie van Herbert Brenon. Het is een dramafilm waarvan de hoofdrollen gaan naar Percy Marmont, Mary Brian en Neil Hamilton. De film betekende het debuut van Louise Brooks.

## Rolverdeling
| Acteur           | Personage             |
| ---------------- | --------------------- |
| Percy Marmont    | Easy Money Charley    |
| Neil Hamilton    | Philip Peyton         |
| Mary Brian       | Mary Vanhern          |
| John Harrington  | Bridgeport White-Eye  |
| Juliet Brenon    | Portland Fancy        |
| Josephine Deffry | Dutch Molly           |
| Riley Hatch      | Diamond Mike          |
| Agostino Borgato | Adolphe               |
| Albert Roccardi  | assistent van Adolphe |
| Dorothy Walters  | Wedowe McKee          |
| Lassie           | hond                  |
| Louise Brooks    | saboteur              |
| Whitney Bolton   |                       |